# Matilda Sterby

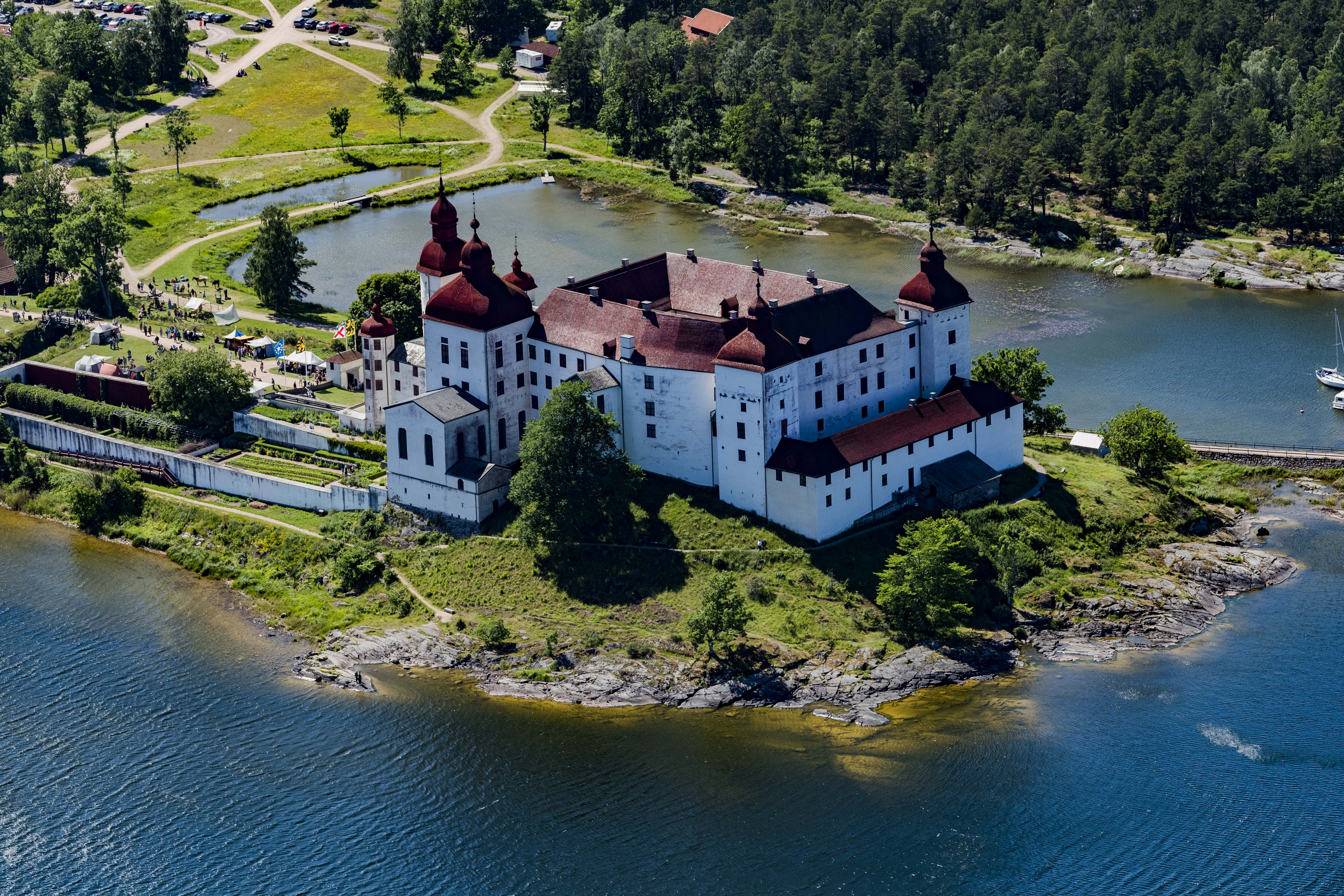
På Läckö slottsopera debuterade Matilda Sterby 2019.

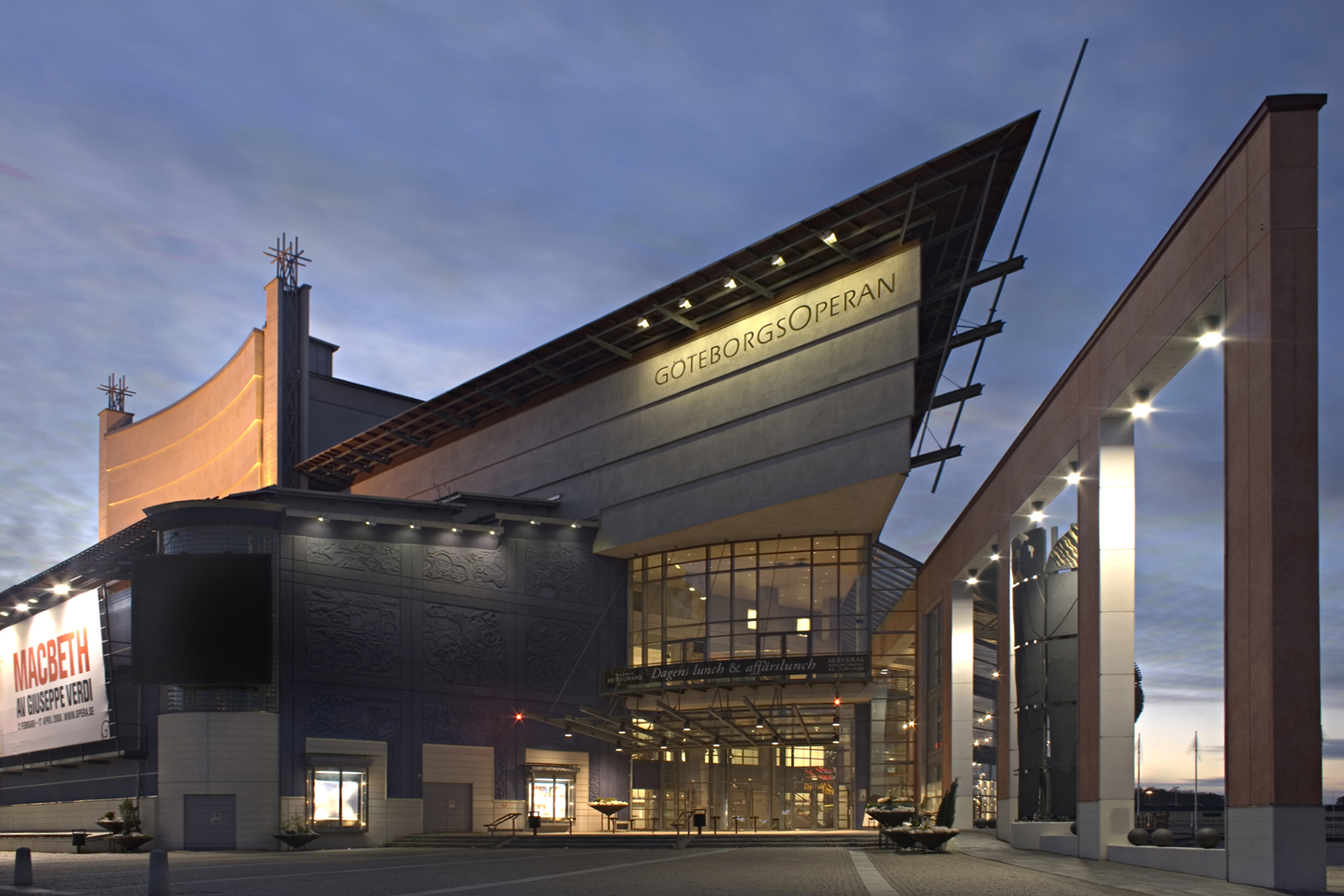
GöteborgsOperan är en av de scener Matilda Sterby uppträtt på.

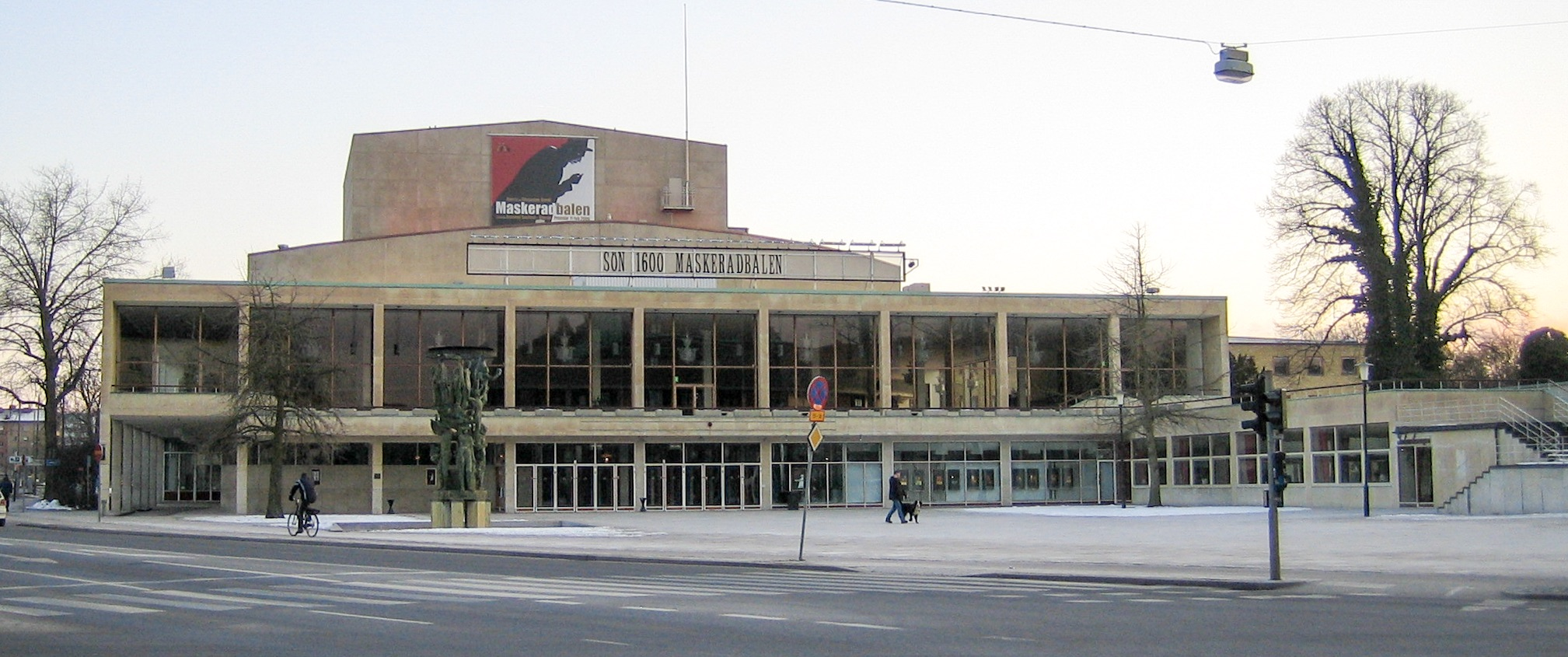
På Malmö Opera gjorde Sterby sin debut 2023.

Matilda Sterby, född 25 mars 1991 i Stockholm, är en svensk sångerska (sopran). Hon gick ut Operahögskolan i Stockholm våren 2019. Dessförinnan gick hon utbildningar vid Norges Musikkhøgskole och Kunsthøgskolen i Oslo.

## Karriär

### Opera
Matilda Sterby har på kort tid etablerat sig både i Sverige och internationellt. Efter debut på Läckö slott som Grevinnan i Figaros bröllop (2019) har hon sjungit Fiordiligi i en streamad Così fan tutte (2020) och Marenka i Brudköpet (2022), båda på GöteborgsOperan. Sommaren 2022 återvände hon till operan vid Läckö slott i rollen som Amanda i Werles Tintomara.
Säsong 2022/23 sjöng hon Mimì i La bohème och Micaëla i Carmen på Badisches Staatstheater i 
Karlsruhe och Grevinnan i Figaros bröllop på Staatstheater Klagenfurt och Staatsoper i Hannover. I november 2023 var hon en  av tre finalister till Kungliga Musikaliska Akademiens solistpris.
Hon debuterade säsongen 2023/24 på Malmö Opera i rollen som Donna Anna i Don Giovanni och som Magda, den kvinnliga huvudrollen, i La Rondine på Volksoper i Wien. Vid Göteborgsoperan har hon under våren 2025 rollen som Ellen Orford i Peter Grimes.

### Konserter
Matilda Sterby hade rollen som Donna Anna i Don Giovanni, vid sin examensföreställning vid Wermland Opera. På Stockholms konserthus har hon tillsammans med Kungliga Filharmoniska Orkestern framfört Lars-Erik Larssons Förklädd gud och Richard Strauss’ Vier letzte Lieder. På Konserthuset har hon även sjungit Monteverdis Vespers tillsammans med Eric Ericsons Kammarkör.  
Vid konserthuset i Göteborg har hon medverkat i Beethovens 9:e symfoni med Västra Götalands Ungdomssymfoniker under ledning av Simon Phipps. Hon har även haft rollen som Frasquita i Östgötamusikens konsertanta uppsättning av Carmen.
Matilda Sterby är 2024 års Birgit Nilsson-stipendiat. Det blev officiellt på Birgit Nilssons födelsedag den 17 maj vid en ceremoni på Birgit Nilsson Museum i Båstad. Den 9 augusti gav hon sin stipendiekonsert i Västra Karups kyrka.

## Stipendier
Matilda Sterby har bland annat tilldelats följande priser och stipendier: 
- Kungliga Musikaliska Akademien.
- Svenska Wagnersällskapet.
- Andra pris i Havets Röst, 2021.
- Första pris i tävlingen Hjördis Schymberg-stipendiet för unga nordiska operasångare, 2022.
- Jubelfondens stipendium 2022.[7]
- Birgit Nilsson-stipendiet, Västra Karups kyrka i augusti 2024.[4]

## Diskografi
- I december 2022 gavs CD:n Tunnelbaneresan ut av skivbolaget Naxos. Där sjunger Matilda Sterby sånger av tonsättaren Hans Gefors, ackompanjerad av pianisten Mårten Landström.[6]